# Hwangdeokdo
Hwangdeokdo är en ö i Sydkorea. Den ligger utanför ön Geojedo i provinsen Södra Gyeongsang, i den södra delen av landet, 300 km sydost om huvudstaden Seoul. Arean är 0,22 kvadratkilometer och den har 32 invånare.. Administrativt tillhör den Hacheong-myeon, en socken i stadskommunen Geoje. Den har broförbindelse med ön Chilcheondo som i sin tur har broförbindelse med Geojedo. 